# Мёрсбах
Мёрсбах (нем. Mörsbach) — община в Германии, в земле Рейнланд-Пфальц.
Входит в состав района Вестервальд. Подчиняется управлению Хахенбург. Население составляет 463 человека (на 31 декабря 2010 года). Занимает площадь 5,92 км². Община подразделяется на 4 сельских округа.

## Население
| Год  | Численность | Численность |
| ---- | ----------- | ----------- |
| 1975 | 481         | [ 4 ]       |
| 2017 | 441         | [ 1 ]       |
| 2019 | 445         | [ 5 ]       |
| 2021 | 414         | [ 6 ]       |
| 2022 | 409         | [ 7 ]       |
| 2023 | 401         | [ 2 ]       |